# Игор Конашенков
Игор Јевгењевич Конашенков (рус. Игорь Евгеньевич Конашенков; Кишињев, 15. мај 1966) руско је војно лице, портпарол Министарства одбране Руске Федерације, по чину генерал-лајтант.

## Биографија

### Рана каријера
Након одслужења војног рока, Конашенков је дипломирао 1988. године на инжењерском факултету Житомирске више командне војне школе радио-електронике противваздушне одбране. Послат је да служи у главној команди противваздушне одбране. У одсуству је дипломирао на Тверској војној академији противваздушне одбране по имену Жукова.
Од 1998. године био је виши официр, шеф групе, а затим заменик начелника одељења за интеракцију са руским и страним медијима прес службе Министарства одбране Руске Федерације.

### Позиције у војним ресорима Руске Федерације
Од 2003. до 2005. био је начелник прес службе и помоћник команданта Севернокавкаског војног округа за односе са јавношћу и медије. Године 2005. постављен је за начелника прес службе Копнене војске, чиме је постао помоћник главног команданта Копнене војске за односе са јавношћу и медије.
Године 2006. додатно је завршио Више курсеве Војне академије Генералштаба Оружаних снага Руске Федерације.
У периоду од 2009. до 2011. био је заменик начелника, а од 2011. до 2017. начелник Одељења за штампу и информисање Министарства одбране Руске Федерације.
У фебруару 2013. године, Указом председника Руске Федерације, Конашенков је добио војни чин генерал-мајора.
Од марта 2017. године је начелник Одељења за информисање и масовне комуникације Министарства одбране Руске Федерације.

### Извештавање о војним операцијама Министарства одбране Руске Федерације
Руководио је јединицама информативне подршке Заједничке групе снага на Северном Кавказу и колективних мировних снага ЗНД у зони грузијско-абхазијског сукоба.
Од 2015. године, као званични представник Министарства одбране Русије, прати руску војну операцију у Сирији, а од 2022. године у истом својству прати ток руске специјалне војне операције у Украјини.

## Награде
- Орден заслуга за отаџбину 3. степена[5]
- Орден заслуга за отаџбину 4. степена[6]
- Орден Александра Невског (2018)
- Орден за храброст[2]
- Орден за војне заслуге[2]
- Орден части[6]
- Орден пријатељства[2]
- 14 медаља[2]
- Мајстор спорта СССР[6]